# Paolo Fornaciari
Paolo Fornaciari (Viareggio, 2 febbraio 1971) è un ex ciclista su strada italiano, professionista dal 1993 al 2008.

## Carriera
Dopo alcuni mesi da stagista nell'autunno 1992, passa professionista nel 1993 con la Mercatone Uno. Con questa squadra, poi rinominata in Saeco per esigenze di sponsor, ha corso fino a tutto il 1998 e nel biennio 2003-2004. Ha vestito anche le casacche della Mapei (dal 1999 al 2002) e, dal 2005 al 2008, anno in cui si è ritirato, della Lampre, sorta dalla fusione tra Saeco e vecchia Lampre.
Nonostante le caratteristiche fisiche che gli avrebbero consentito di essere un buon passista, Fornaciari è da considerarsi un grandissimo gregario, sempre pronto ad aiutare il proprio capitano: nel corso degli anni è stato uno dei compagni più fidati di Paolo Bettini, Michele Bartoli, Gilberto Simoni e Damiano Cunego. A causa di questo ruolo, non ha quasi mai potuto ritagliarsi una vetrina personale: infatti, in dodici anni di carriera, ha colto solamente un successo: una tappa all'Herald Sun Tour in Australia nel 1994.
Spesso in fuga nelle frazioni delle più importanti corse a tappe e nelle grandi classiche, talvolta per favorire un'azione di un suo capitano, raccolse un unico piazzamento di rilievo, l'ottavo posto nella diciottesima tappa del Tour de France 2003 (da Bordeaux a Saint-Maxent).

## Palmarès
- 1991 (dilettanti)

G.P. CNA L'Artigianato Pistoiese
Trofeo Serafino Biagioni
Giro del Casentino
Gran Premio Ezio Del Rosso
- 1992 (dilettanti)

Gran Premio Santa Rita
Firenze-Empoli
- 1994 (Mercatone Uno - Bianchi, una vittoria)

10ª tappa Herald Sun Tour (Georgetown > Launceston)

## Piazzamenti

### Grandi Giri
- Giro d'Italia

1994: 61º
1995: ritirato (8ª tappa)
1997: 98º
1999: 100º
2000: 79º
2001: 112º
2002: 92º
2003: 81º
2004: 100º
2005: 148º
2006: 126º
- Tour de France

1996: 79º
1997: ritirato (14ª tappa)
1998: 90º
2001: ritirato (8ª tappa)
2003: 112º
- Vuelta a España

1994: 106º
1995: 66º
2000: 94º
2004: 117º

### Classiche monumento
- Milano-Sanremo

1995: 55º
1998: 149º
1999: 137º
2000: 117º
2001: 91º
2003: 79º
2004: 145º
2005: 147º
2006: 98º
- Giro delle Fiandre

1993: 88º
1994: 83º
1995: 61º
1997: 25º
1998: 50º
2001: ritirato
2003: 60º
2004: 77º
2005: ritirato
2006: 100°
2007: 78°
2008: 83°
- Parigi-Roubaix

1993: 39º
1995: 45º
1997: ritirato
1998: non partito
1999: ritirato
2001: ritirato
2002: ritirato
2003: ritirato
2004: 60º
2006: 55º
2007: 57º
2008: 46º
- Liegi-Bastogne-Liegi

2002: 116º

### Competizioni mondiali
- Campionati mondiali

Mosca 1989 - In linea Under-23: 23°